# Station Twistringen
Station Twistringen (Bahnhof Twistringen) is een spoorwegstation in de Duitse plaats Twistringen, in de deelstaat Nedersaksen. Het station is gelegen aan de spoorlijn Wanne-Eickel - Hamburg.
Het stationsgebouw, één verdieping tellende gebouw met een uitgebouwde zolder en twee twee verdiepingen tellende kopgebouwen, werd in 1873 geopend. Naast de winkels voor reizigers bevindt zich een stationsrestauratie en drie woningen. Het uit bakstenen opgetrokken gebouw is onderkelderd, het dak is een zadeldak met houten balken bedekt met dakpannen. Het station heeft een vloeroppervlak van ongeveer 1000 m².
Een goederenloods, ook in 1873 geopend, sluit ten zuidwesten aan het stationsgebouw aan. Het gebouw is ook gebouwd met bakstenen en heeft een zadeldak. Het gebouw heeft kantoor- en magazijnruimtes maar worden tegenwoordig niet meer gebruikt. Ten westen van het station bevindt zich een aansluiting voor Raiffeisen Waren GmbH. In maart 1974 werd in het stationsgebouw een NX-beveiliging type 'Sp Dr S60' in bedrijf genomen. De technische inrichting is nog steeds aanwezig, maar in de nacht van 5 op 6 december 2009 is de NX-beveilig buiten dienst gesteld. Vanaf dat moment worden alle seinen en wissels op afstand bedient vanaf de verkeerscentrale in Hannover en is de lokale treindienstleider overbodig geworden.
In april 2012 is het station opgeknapt. Het station is toegankelijker gemaakt met liften en blinde geleidelijnen. Tevens zijn de perrons verhoogd van 38 cm naar 76 cm, waardoor in- en uitstappen wordt vereenvoudigd op het station.

## Verbindingen
De volgende treinseries doen station Twistringen aan:
| Serie | Treinsoort                       | Route                                                                                       | Bijzonderheden                                              |
| ----- | -------------------------------- | ------------------------------------------------------------------------------------------- | ----------------------------------------------------------- |
| RE 9  | Regional-Express (DB Regio Nord) | (Bremerhaven-Lehe – Bremerhaven Hbf – ) Bremen Hbf – Twistringen – Diepholz – Osnabrück Hbf | Rijdt 1x per twee uur tussen Bremerhaven-Lehe en Bremen Hbf |
| S2    | Regio-S-Bahn (NordWestBahn)      | Bremerhaven-Lehe – Bremerhaven Hbf – Osterholz-Scharmbeck – Bremen Hbf – Twistringen        | Versterkingstreinen tijdens de spits                        |